# Monedes d'euro d'Itàlia

Les dotze estrelles de la bandera d'Europa exposades a totes les monedes d'euro

Les monedes d'euro d'Itàlia mostren un disseny únic per a cada valor, encara que és un tema comú d'obres d'art famoses italianes d'artistes de renom. Cada moneda ha estat dissenyada per un artista diferent -des de la moneda d'1 cèntim a la de 2 euros -, que són: Eugenio Driutti, Luciana De Simoni, Ettore Lorenzo Frapiccini, Claudia Momoni, Maria Angela Cassol, Roberto Mauri, Laura Cretara i Maria Carmela Colaneri. Tots els dissenys compten amb: les dotze estrelles de la Unió Europea, l'any d'encunyació, les lletres superposades «RI» per indicar Repubblica Italiana (República Italiana) i la lletra «R» per a Roma. No existeixen monedes d'euro italianes amb data anterior al 2002, encara que van ser encunyades abans, ja que es van distribuir per primera vegada al públic al desembre de 2001.

## Elecció del disseny
L'elecció del disseny de les monedes es va deixar el públic italià pel mig d'una emissió de televisió en què es van presentar els dissenys alternatius, deixant que les persones votessin trucant un determinat número de telèfon. Tanmateix, la moneda d'1 euro va faltar en aquesta elecció, perquè Carlo Azeglio Ciampi, l'aleshores ministre d'Economia d'Itàlia, ja havia decidit que seria l'Home de Vitruvi de Leonardo da Vinci. L'obra de Leonardo és altament simbòlica, ja que va representar en el renaixement l'home com la mida de totes les coses, i té al mateix temps una forma rodona que s'ajusta a la moneda perfectament. Com va observar Ciampi, representa la «moneda al servei de l'home», en lloc de «l'home al servei dels diners».

## Errades numismàtiques
L'any 2002, es va detectar a les tirades inicials d'una sèrie de monedes amb la mida i la cara nacional corresponent a la moneda de dos cèntims, però amb el valor facial i la cara comuna corresponent a les monedes d'1 cèntim.

## Marques d'identificació
| Identificador nacional | R                          |
| Gravats inicials       | Diferent per a cada moneda |
| 2 € inscripció cantell |                            |